# Коэтлогон
Коэтлого́н (фр. Coëtlogon, брет. Koedlogon, галло Cotlagon) — коммуна во Франции, находится в регионе Бретань. Департамент — Кот-д’Армор. Входит в состав кантона Лудеак. Округ коммуны — Сен-Бриё.
Код INSEE коммуны — 22043.

## География
Коммуна расположена приблизительно в 370 км к западу от Парижа, в 65 км западнее Ренна, в 45 км к югу от Сен-Бриё.

## Население
Население коммуны на 2016 год составляло 221 человек.
| 1962 | 1968 | 1975 | 1982 | 1990 | 1999 | 2008 | 2016 |
| ---- | ---- | ---- | ---- | ---- | ---- | ---- | ---- |
| 394  | 430  | 383  | 315  | 261  | 249  | 235  | 221  |

## Администрация
| Период | Период | Фамилия          | Партия       | Примечания |
| ------ | ------ | ---------------- | ------------ | ---------- |
| 2001   | 2008   | Франсуа Де Карне | беспартийный |            |
| 2008   | 2014   | Анни Робер       | беспартийный |            |

## Экономика

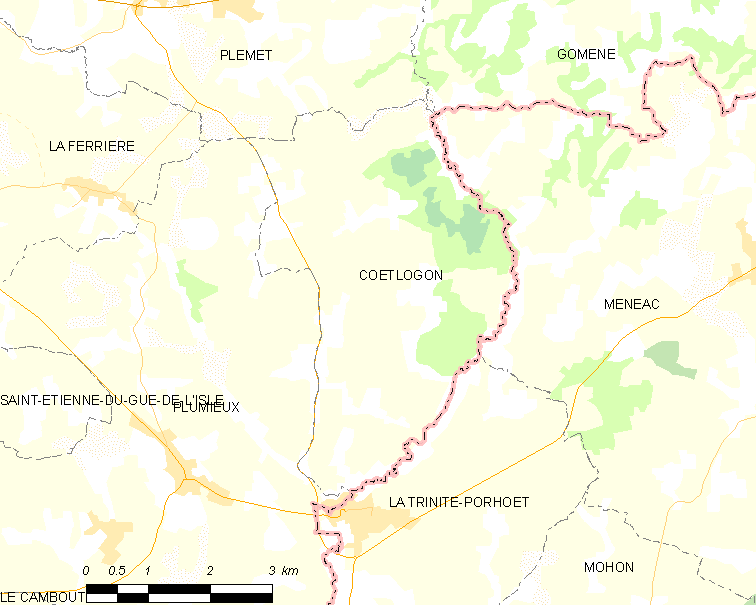
Карта коммуны

Основу экономики составляют сельское хозяйство и животноводство.
В 2007 году среди 129 человек в трудоспособном возрасте (15—64 лет) 91 были экономически активными, 38 — неактивными (показатель активности — 70,5 %, в 1999 году было 67,1 %). Из 91 активных работали 80 человек (49 мужчин и 31 женщина), безработных было 11 (6 мужчин и 5 женщин). Среди 38 неактивных 6 человек были учениками или студентами, 19 — пенсионерами, 13 были неактивными по другим причинам.